# اسد مجید خان
اسد مجید خان دیپلمات پاکستانی است که از ژانویه ۲۰۱۹ تا ۲۰۲۲ به عنوان سفیر پاکستان در ایالات متحده خدمت کرد. او پیش از این به عنوان وزیر امور خارجه پاکستان و سفیر پاکستان در ژاپن (۲۰۱۷-۲۰۱۹) و سفیر پاکستان در بلژیک، لوکزامبورگ و اتحادیه اروپا خدمت کرده است.
سفیر خان دارای مدرک دکترای حقوق اقتصاد و تجارت بین الملل از دانشگاه کیوشو ژاپن است و به عنوان یک فرد مرجع در تعدادی از موسسات دانشگاهی فعالیت داشته است.
او متاهل و دارای دو فرزند است.